# زكاة التجارة
زكاة التجارة أو زكاة عروض التجارة نوع من أنواع الأموال التي تجب فيها الزكاة، وهي القيمة المقدرة شرعاً، الواجب إخراجها من عروض التجارة بشروطها، وعرفها علماء الفقه بأنها: تقليب المال لغرض الربح، واشترط الفقهاء لوجوبها شروطاً: أن تبلغ قيمتها النصاب، وأن يمر عليها الحول، وأن تكون معدة للتجارة، بتقويمها بما اشتريت به من النقدين (الذهب والفضة) أو ما يقوم مقامهما، فإذا بلغ نصابا؛ وجب إخراج ربع العشر منه، ودفع زكاة مال التجارة وبذله للمستحقين فرض شرعي لا بد منه، والحكمة من وجوبها، تطهير الأموال، وشكر النعمة التي أنعمها الله بها، وسبب من أسباب حصول البركة في المال، ونمائه، ومضاعفة الأجر، كما أن عدم إخراج الزكاة الواجبة من أسباب الإثم، وذهاب البركة، وهلاك المال، ونظراً لاستحداث صور جديدة في زكاة عروض التجارة، وبروز أنواع جديدة من المال وطرق استثماره التي لم تكن تعرف من قبل، فقد اجتهد الفقهاء في بيان تلك الصور الحديثة في عروض التجارة، وحكم الزكاة فيها.

## مفهوم زكاة عروض التجارة
المراد بعروض التجارة: هي كل ما أعد للبيع والشراء بقصد الربح من الأموال، والأراضي، والأطعمة، والحيوانات، والآلات، والسيارات، والمعادن، والملابس، والمباني وغيرها من الأشياء كالأسهم، وهي أعم أموال الزكاة وأوسعها، وأكثر تجارة الناس في هذه العروض.
وأما زكاة عروض التجارة: فهي القيمة المقدرة شرعاً، الواجب إخراجها من عروض التجارة بشروطها.

## وجوب الزكاة في عروض التجارة

### الدليل من القران
قوله تعالى:﴿يَا أَيُّهَا الَّذِينَ آمَنُوا أَنْفِقُوا مِنْ طَيِّبَاتِ مَا كَسَبْتُمْ﴾ [البقرة:267]، يقول الطبري: زكوا من طيب ما كسبتم بتصرفكم، إما بتجارة، وإما بصناعة من الذهب والفضة.
ويعني ب"الطيبات"، الجياد، يقول: زكوا أموالكم التي اكتسبتموها حلالا وأعطوا في زكاتكم الذهب والفضة، الجياد منها دون الرديء، وقال ابن مسعود: من حلالات ما كسبتم، بالتجارة والصناعة، وقال الإمام ابن كثير: "يأمر تعالى عباده المؤمنين بالإنفاق من طيبات ما رزقهم من الأموال التي اكتسبوها، وقال مجاهد: يعني التجارة، بتيسيره إياها لهم.
والدليل الثاني قوله تعالى:﴿خُذْ مِنْ أَمْوَالِهِمْ صَدَقَةً تُطَهِّرُهُمْ وَتُزَكِّيهِمْ بِهَا﴾ [التوبة:103]، فهي واجبة ومعنية بهذا الدليل.

### الدليل من السنة
فعموم قوله: ﷺ لـ معاذ بن جبل حينما أرسله إلى اليمن قال: "فإن هم أطاعوك لذلك، فأعلمهم أن الله قد افترض عليهم صدقة، تؤخذ من أغنياهم، وتُرَد إلى فقرائهم"، فهذه النصوص أوجبت الزكاة في الأموال مطلقاً لم تفرق بين مال وآخر وعروض التجارة من أعظم الأموال التي بين أيدي الناس فهي دليل على وجوب الزكاة في الأموال المعدة للتجارة بكافة أنواعها وقوله في حديث معاذ "من أغنيائهم" نص في أخذ الزكاة من أرباب التجارة لأنهم هم أصحاب الأموال، وأموال التجارة هي أعم الأموال فكانت أولى بالإيجاب.
وطبقاً للقاعدة الشرعية أن الزكاة واجبة في كل (مال نام) بالفعل أو بالقوة، ولا شك أن عروض التجارة أقرب مالٍ للنماء.

### الدليل من الإجماع
فقد نُقِل عن أهل التفسير والحديث والأئمة الأعلام من المذاهب الفقهية ما يوجب الزكاة في عروض التجارة، قال الشنقيطي: "لقد أجمعت جماهير علماء المسلمين من الصحابة ومن بعدهم على وجوب الزكاة في عروض التجارة، فتقوم عند الحول، ويخرج ربع عشرها كزكاة العين، قال ابن المنذر: أجمع عامة أهل العلم على وجوب زكاة التجارة، قال: رويناه عن عمر بن الخطاب، وابنه عبد الله، وابن عباس، والفقهاء السبعة: سعيد بن المسيب، والقاسم بن محمد، وعروة بن الزبير، وأبي بكر بن عبد الرحمن بن الحارث، وخارجة بن زيد، وعبيد الله بن عبد الله بن عتبة، وسليمان بن يسار، وكذلك الحسن البصري، وطاوس، وجابر بن زيد، وميمون بن مهران، وابراهيم النخعي، ومالك، والثوري، والأوزاعي، والشافعي، والنعمان، وأصحابه، وأحمد، وإسحاق، وغيرهم.

### الدليل من جهة القياس
فقياس هذه الأموال على سائر الأموال التي تجب فيها الزكاة وهي النقدين وبهيمة الأنعام والزروع والثمار بجامع أنها مال يقصد به النماء فلا فرق بينهما في وجوب الزكاة بل هي أولى.

## الحكمة من مشروعية الزكاة في عروض التجارة
فتح باباً لتطهير ما يشوب التجارة من زيادة من غير وجه حق، فهي تطهير للأموال، وشكر للنعمة التي أنعمها الله على التاجر، وشُرعت الزكاة في عروض التجارة لتحقق حِكَم كثيرة نفسية وخلقية واجتماعية، ففيما يتعلق بالحِكَم النفسية للزكاة:
- فإنها تتجلى من كون الزكاة بذلاً وجوداً، فتبعث الراحة في نفس المطعي، وتسر المتلقي.
- وفيما يتعلق بأثر الزكاة في الأخلاق، فإنها تخلّص الإنسان من البخل، وتنقذه من الشح، وتجعله يغالب النفس فيتطهر ويتزكى.[1]
- وفيما يتعلق بالجانب الاجتماعي، فالزكاة في عروض التجارة وسيلة للمحافظة على العجزة والضعفاء، واجتثاث شأفة العداوة والبغضاء من نفوسهم، عن طريق البذل من الأمانة التي بيد الأغنياء، فتقوى الصلات الاجتماعية، وينمو التعاون، ويحدث التوازن بين المسلمين في المجتمع.[1]

## تقويم عروض التجارة
تقوم عروض التجارة عند آخر الحول بما ملكت به، وهو النقد (الذهب والفضة)، فإن ملكها بذهب قومها به، وإن ملكها بفضة قومها بها، فإن بلغت بما قومت به نصابا وجب إخراج ربع العشر، ونصاب الذهب عشرون مثقالا، ونصاب الفضة مائتي درهم، فتقوّم بنصاب الذهب، وهو (85) جرام من عيار (24)، والمقدار الذي يجب إخراجه عند بلوغ قيمة التجارة نصاباً، وهو ربع العشر (2.5%)، ويمكن حساب ذلك بعملية حسابية، بأن تُقسَّم قيمة التجارة على العدد (40)، فالناتج هو المقدار الذي يجب عليك إخراجه، فلو كانت قيمة التجارة عشرة مليون ريال، فالمعادلة كالآتي: (10,000،000 / 40 = 250،000).

## شروط وجوب زكاة عروض التجارة
اشترط الفقهاء لوجوب زكاة عروض التجارة شروطا، أربعة عند الحنفية، وخمسة عند المالكية، وستة عند الشافعية، وشرطين فقط عند الحنابلة، منها ثلاثة شروط متفق عليها.
- الشرط الأول: أن تبلغ قيمتها النصاب، والنصاب يُقدَّر بقيمة الذهب والفضة.
- الشرط الثاني: أن يمر عليها الحول.
- الشرط الثالث: أن تكون معدة للتجارة، وذلك بأن يقصد التكسب بها، لقول الرسول ﷺ "إنما الأعمال بالنيات"،[19] فإن غيّر نيته من التجارة إلى الاستعمال انقطع الحول، فإن عاد إلى نية التجارة بدا الحول من جديد، إلا أن يقصد التحايل على إسقاط الزكاة، فلا ينقطع الحول حينئذ.[3]

وعليه، فإذا حال على عروض التجارة الحول، قوِّمَت بأحد النقدين الذهب أو الفضة، فإذا بلغت القيمة نصابا وجب فيها ربع العشر، ولا اعتبار في التقويم لما اشتريت به العروض؛ لأن قيمتها تختلف ارتفاعا ونزولا، وإنما العبرة بقيمتها وقت تمام الحول.

## كيفية إخراج زكاة عروض التجارة
1. إذا جاء موعد إخراج الزكاة ضم التاجر ماله بعضه إلى بعض: رأس المال، والأرباح، وقيمة البضائع، والديون المرجوة الأداء.
2. يقوم البضائع التي يملكها، ويقدر قيمتها بحسب سعر السوق، ويجتهد في التقدير؛ لأنها عبادة، والإنسان مؤتمن على عبادته.
3. يجمع قيمة البضائع والأشياء مع النقود، والديون التي له على الناس، ثم يؤدي ما عليه من ديون حالة.
4. يخرج من المال الباقي الزكاة، ومقدارها ربع العشر.
5. الأحسن أن يخرج زكاة عروض التجارة بالأوراق النقدية؛ لأن النصاب معتبر بالقيمة فيخرج منها كالعين من سائر الأموال الحب من الحب، والذهب من الذهب، وإن شاء أخرج من العروض أو القيمة بحسب مصلحة الآخذ للزكاة، وحصول المنفعة الراجحة.[8]

## بعض الصور المعاصرة لزكاة عروض التجارة
قواعد الفقهاء تقضي بأن يُزكى كل مال اشتُرِي بنية التجارة في آخر الحول، إذا بلغ نصاباً، ما لم تنصرف النية عن الاتجار به، فإن انصرفت النية عن الاتجار به سقطت من تاريخ انصراف النية عن الاتجار به، ومن صور عروض التجارة المعاصرة، ما يلي:

### أولاً: زكاة المواد الخام الداخلة في الصناعة
فالمـواد الخـام -الأوليـة- المعـدة للدخول في تركيـب المادة المصنوعـة، كالحديـد في صناعـة السـيارات، والزيـوت في صناعـة الصابون، تجب الـزكاة فيها بحسـب قيمتها التي يمكـن الشراء بهـا في نهاية الحـول، وينطبق هـذا أيضاً على الحيوانات ونحوها والحبوب والنباتات المعدة للتصنيع.

### ثانياً: زكاة المواد المساعدة للتصنيع
وهي المواد التي لا تدخـل في تركيب المـادة المصنوعة، كالوقود في الصناعات، والسائل في صناعة السيارات، وغيرها، فلا زكاة فيها، على وفق قواعد الفقهاء، لأن صفة التجارة مفتقدة فيها، فهي غير معدة للبيع، وهي غير نامية، وليست إلا كالمباني والآلات المحتاج إليها في التصنيع، وهذه لا زكاة فيها.

### ثالثاً: زكاة السلع غير المصنعة والسلع غير المنتهية الصنع
تجب الزكاة في السـلع المصنعة وفي السـلع غير المنتهية الصنع زكاة عروض التجارة بحسـب قيمتها في حالتها الراهنة في نهاية الحول.

### رابعاً: صكوك المقارضة
وكذلك صكوك المقارضة، فتُزكى أموال صكوك المقارضة المستوفية لضوابطها الشرعية زكاة عروض التجارة، مع توافر شروط الزكاة فيها.

### خامساً: زكاة الأسهم
إن كان صاحب الأسهم ساهم في الشركة بقصد الاستفادة من ريع الأسهم السنوي، وليس بقصد التجارة فإنه يزكِّيها زكاة المستغلات، وإن كان المساهم قد اقتنى الأسهم بقصد التجارة، زكاها زكاة عروض التجارة، فإذا جاء حول زكاته وهي في ملكه، زكَّى قيمتها السوقية، وإذا لم يكن لها سوق، زكَّى قيمتها بتقويم أهل الخبرة، فيخرج ربع العشر 2.5% من تلك القيمة ومن الربح إذا كان للأسهم ربح، أما إذا باع المساهم أسهمه في أثناء الحول، ضم ثمنها إلى ماله، وزكَّاه معه عندما يجيء حول زكاته.

### سادساً: زكاة الأراضي، والثمار المعدّة للتجارة
الأرض إما أن تكون زراعية فيُزكى نتاجها زكاة الزروع والثمار، أو تكون معدة للتجارة فتُزكى زكاة عروض التجارة، وإن كانت للإيجار فالزكاة فيما يحول عليه الحول من إيرادها، مع توافر شروط الزكاة، وإن كانت للانتفاع الشخصي كالمشتراة لبناء سكن فيها فلا زكاة فيها.
وأما زكاة الثمار المعدّة للتجارة، فاختلف الفقهاء في زكاة الثمار التي تجب الزكاة في عينها، ولكنها اتخذت للتجارة، وذلك على قولين:
1. الأول: تجب في الثمرة والحب زكاة العشر، أي زكاة الزروع والثمار، ويجب في الأصل وهو الأرض وما عليها من شجر إن كان نصاباً زكاة التجارة، وهي ربع العشر
2. الثاني: يجب في الجميع زكاة التجارة، وهو ربع العشر.[6]